# Rossella Gregorio
Rossella Gregorio (n. 30 august 1990, Salerno, Italia) este o scrimeră italiană specializată pe sabie, laureată cu bronz pe echipe la Campionatul European din 2013 și la individual la cel din 2014.

## Palmares
Clasamentul la Cupa Mondială
| An  | 2006 | 2007 | 2008 | 2009 | 2010 | 2011 | 2012 | 2013 | 2014 | 2015 |
| --- | ---- | ---- | ---- | ---- | ---- | ---- | ---- | ---- | ---- | ---- |
| Loc | 129  | 357  | 147  | 99   | 58   | 149  | 85   | 26   | 17   | 5    |